# Pierres (Calvados)
Pierres ist eine ehemalige französische Gemeinde mit zuletzt 192 Einwohnern (Stand: 1. Januar 2013), den Pétruviens, im Département Calvados in der Region Normandie.
Am 1. Januar 2016 wurde Pierres im Zuge einer Gebietsreform zusammen mit 13 benachbarten Gemeinden in die neue Gemeinde Valdallière eingegliedert.

## Geografie
Pierres liegt etwa 12 Kilometer ostnordöstlich von Vire-Normandie.

## Bevölkerungsentwicklung
| Jahr                             | 1793 | 1836 | 1876 | 1926 | 1946 | 1968 | 1990 | 2013 |
| Einwohner                        | 663  | 705  | 534  | 395  | 383  | 280  | 208  | 192  |
| Quelle: Cassini, EHESS und INSEE |      |      |      |      |      |      |      |      |

## Sehenswürdigkeiten
- Kirche Saint-Pierre aus dem 15. Jahrhundert